# HipHop Open
Das HipHop Open war eine von 0711 Entertainment und Four Artists organisierte Hip-Hop-Veranstaltung in Stuttgart, die von 2000 bis 2015 sowie 2023 stattfand. Es gehörte zu den größten Hip-Hop-Festivals in Europa.

## Geschichte
Erstmals fand das Festival im Jahr 2000 unter der Mithilfe von MTV auf dem Gelände des neuen Theaterhauses Stuttgart am Pragsattel statt. Nach einem Abstecher 2001 ins Gazi-Stadion auf der Waldau aufgrund von Bauarbeiten fand es schließlich im Folgejahr sein lokales Zuhause im Reitstadion am Cannstatter Wasen (Neckarpark), wo es seitdem nahezu jährlich im Juli stattfand.
2004 fand das Festival einmalig an zwei Tagen statt. Am ersten Festivaltag kam es nach Sidos Auftritt zu einer Auseinandersetzung zwischen diesem und dem Rapper Azad, bei welcher Azad Sido eine Ohrfeige verpasste. Azads Auftritt für den Folgetag wurde daraufhin abgesagt. Als Ersatz kam der deutsche Hip-Hop-Musiker Olli Banjo.
Aufgrund des Besucherrückgangs 2008 zog das Festival 2009 nach Mannheim um. Das „MTV HipHop Open Minded“, so der neue Name, sollte mehr auf Künstler eingehen, die ihre Wurzeln im Hip Hop haben, sich jedoch im Laufe ihrer Karriere auch in andere Musikrichtungen weiterentwickelt haben. In den folgenden zwei Jahren fand das Festival nicht statt. Nach dem Ausstieg von MTV als Präsentator wurde die Veranstaltung ab 2012 unter dem Namen „Mixery HipHop Open“ wieder im Reitstadion am Cannstatter Wasen in Stuttgart durchgeführt.
2015 fand das HipHop Open vorläufig zum letzten Mal statt. Ausschlaggebend waren laut den Veranstaltern die „stetig steigenden Kosten“.
2022 gab die Chimperator Live GmbH auf einer Pressekonferenz im Stuttgarter StadtPalais bekannt, dass das HipHop Open im Jahr 2023 wieder stattfinden werde. Das Festival fand vom 28. bis 30. Juli 2023 statt. Es wurden verschiedene Veranstaltungsorte in Stuttgart bespielt, darunter der Cannstatter Wasen, das Reitstadion, die Schleyerhalle und Fridas Pier.
Das für 2024 geplante HipHop Open wurde Anfang Juli desselben Jahres von den Veranstaltern ersatzlos abgesagt. Schon zuvor war angekündigt worden, dass es das letzte Festival sein werde. Als Ursache wurden neben marktwirtschaftlichen Gründen auch die geringen Ticketverkäufe und das damit verbundene allgemein nachlassende Interesse an Festivals in Deutschland genannt.

## Lineups
| Jahr | Acts | Datum | Besucher | Ort | Anmerkungen |
| ---- | --- | --- | --- | --- | --- |
| 2000 | Fk-Allstars, Massive Töne, Afrob, Absolute Beginner, Fünf Sterne deluxe, Blumentopf, Gentleman feat. The Killin Riddim Section und Daddy Rings, Die Spezializtz, DJ Thomilla & Guests, DJ Friction feat. Immo, Deichkind, Curse, Skills en Masse, Breite Seite, TimXtreme, Deine Quelle, Sprachlabor                                                                                          | 15. Juli 2000 | 14.000 | Gelände des Theaterhauses Stuttgart am Pragsattel, Stuttgart | Tickets waren zehn Tage vor Start ausverkauft. |
| 2001 | LL Cool J, Jan Delay und die Sam Ragga Band, Afrob, Massive Töne, Freeman (I am), Blumentopf, Gentleman, Seeed, Curse, Meli/Skills en Masse, Kool Savas, Sékou, Tefla & Jaleel, Spax, Double Pact, Breite Seite, Clueso | 30. Juni 2001 | 15.000 | Kickers-Stadion Waldau, Stuttgart | Erstes Hip Hop Open mit internationalen Acts aus den Vereinigten Staaten und Frankreich. |
| 2002 | Samy Deluxe, Seeed, Pharoahe Monch, Gentleman und die Far East Band, Blumentopf, Massive Töne, Afu-Ra, Curse, Kool Savas, Planet Asia, D-Flame und DJ Stylewarz, Azad, Chima Host: Freestyle (NYC); DJs: DJ Emilio, DJ Hank, DJ Hilmatic | 20. Juli 2002 | 13.000 | Reitstadion, Stuttgart-Bad Cannstatt | |
| 2003 | Absolute Beginner, Gentleman und die Far East Band, ASD (Afrob und Samy Deluxe), Massive Töne, Saïan Supa Crew, Curse, Deichkind, D-Flame und die K.P. Crew, RZA, Spax, Illmatic, Alles ist die Sekte, Franky Kubrick | 26. Juli 2003 | 12.000 | Reitstadion, Stuttgart-Bad Cannstatt | |
| 2004 | Cypress Hill, Max Herre, Xzibit, Fatman Scoop (als Ersatz für Jadakiss), Blumentopf, Curse und Pimp Lizards, Samy Deluxe, Sido, Kool Savas, Masta Ace, Camp Lo, Ferris MC und DJ Stylewarz, Clueso & Band, Dendemann, Franky Kubrick, Sektion Kuchikäschtli, Maeckes & Plan B, Ying Yang Twins                                                                                                | 10. und 11. Juli 2004 | | Reitstadion, Stuttgart-Bad Cannstatt | Das Festival fand zum ersten und einzigen Mal an zwei Tagen statt. Der geplante Auftritt von Azad wurde durch Olli Banjo ersetzt. |
| 2005 | Snoop Dogg, Looptroop, Gentleman mit der Far East Band, Massive Töne, Kool Savas, Afrob, Deine Lieblings Rapper, Curse, Spax, TimXtreme, Franky Kubrick, Toni-L, Torch, Culcha Candela | 16. Juli 2005 | | Reitstadion, Stuttgart-Bad Cannstatt | |
| 2006 | Abgesagt aufgrund der Fußball-Weltmeisterschaft in Deutschland. Während der WM wich das Festival einem Fancamp, das im Reitstadion zahlreiche Fußballfans aus aller Welt beherbergte. Als Ersatzveranstaltung wurde von den Sponsoren die „spit it like beckham“ jam organisiert. Eintritt zu diesem Event war frei. Lokale Acts wie Maeckes, Plan B und Franky Kubrick bildeten das Line-Up. | Abgesagt aufgrund der Fußball-Weltmeisterschaft in Deutschland. Während der WM wich das Festival einem Fancamp, das im Reitstadion zahlreiche Fußballfans aus aller Welt beherbergte. Als Ersatzveranstaltung wurde von den Sponsoren die „spit it like beckham“ jam organisiert. Eintritt zu diesem Event war frei. Lokale Acts wie Maeckes, Plan B und Franky Kubrick bildeten das Line-Up. | Abgesagt aufgrund der Fußball-Weltmeisterschaft in Deutschland. Während der WM wich das Festival einem Fancamp, das im Reitstadion zahlreiche Fußballfans aus aller Welt beherbergte. Als Ersatzveranstaltung wurde von den Sponsoren die „spit it like beckham“ jam organisiert. Eintritt zu diesem Event war frei. Lokale Acts wie Maeckes, Plan B und Franky Kubrick bildeten das Line-Up. | Abgesagt aufgrund der Fußball-Weltmeisterschaft in Deutschland. Während der WM wich das Festival einem Fancamp, das im Reitstadion zahlreiche Fußballfans aus aller Welt beherbergte. Als Ersatzveranstaltung wurde von den Sponsoren die „spit it like beckham“ jam organisiert. Eintritt zu diesem Event war frei. Lokale Acts wie Maeckes, Plan B und Franky Kubrick bildeten das Line-Up. | Abgesagt aufgrund der Fußball-Weltmeisterschaft in Deutschland. Während der WM wich das Festival einem Fancamp, das im Reitstadion zahlreiche Fußballfans aus aller Welt beherbergte. Als Ersatzveranstaltung wurde von den Sponsoren die „spit it like beckham“ jam organisiert. Eintritt zu diesem Event war frei. Lokale Acts wie Maeckes, Plan B und Franky Kubrick bildeten das Line-Up. |
| 2007 | Wu-Tang Clan, Ceza, Freundeskreis, Jan Delay & Disco No. 1, Blumentopf, Dendemann, Boundzound, K.I.Z, Prinz Pi, Umse, Leeroy Kesiah alias Ken le survivant (Mitglied der Saïan Supa Crew) | 21. Juli 2007 | 13.000 | Reitstadion, Stuttgart-Bad Cannstatt | Geplant: IAM (wegen Krankheit abgesagt), Lady Sovereign (laut Moderator D-Flame wegen verpasstem Flug abgesagt). Als Ersatz sprangen die Puppetmastaz, Spezializtz, Freeman und K. Rhyme le Roi ein. |
| 2008 | Ludacris, Ice Cube, CunninLynguists, Looptroop, Pete Philly & Perquisite, Culcha Candela, Sido, Dynamite Deluxe, Olli Banjo, F.R., Maeckes & Plan B, Marteria, Huss und Hodn | 19. Juli 2008 | 8.000 | Reitstadion, Stuttgart-Bad Cannstatt | |
| 2009 | Method Man, Redman, Clueso, Peter Fox, Jan Delay & Disco No. 1, Marteria, Dennis Lisk, K.I.Z, Kool Savas, Martin Jondo, Heidelberg Allstars feat. Torch, Stieber Twins, Cora E., Toni L, Safarisounds Host: Xavier Naidoo | 22. Juli 2009 | 13.000 | Schloss Ehrenhof, Mannheim | Erstes MTV HipHopOpen Minded Festival |
| 2010 | Abgesagt aufgrund der Fußball-Weltmeisterschaft in Südafrika. | Abgesagt aufgrund der Fußball-Weltmeisterschaft in Südafrika. | Abgesagt aufgrund der Fußball-Weltmeisterschaft in Südafrika. | Abgesagt aufgrund der Fußball-Weltmeisterschaft in Südafrika. | Abgesagt aufgrund der Fußball-Weltmeisterschaft in Südafrika. |
| 2011 | Abgesagt, um das 10. Jubiläums-Festival länger planen zu können. | Abgesagt, um das 10. Jubiläums-Festival länger planen zu können. | Abgesagt, um das 10. Jubiläums-Festival länger planen zu können. | Abgesagt, um das 10. Jubiläums-Festival länger planen zu können. | Abgesagt, um das 10. Jubiläums-Festival länger planen zu können. |
| 2012 | Kolchose, Mac Miller, Wiz Khalifa, Max Herre, Kool Savas, RAF 3.0, Ahzumjot, Cro, Marsimoto, Retrogott & Hulk Hodn, Die Orsons, Left Boy, Hilltop Hoods Host: Tedros Teclebrhan | 14. Juli 2012 | 19.000 | Gelände des Cannstatter Wasens und Reitstadion, Stuttgart-Bad Cannstatt | 10. Jubiläums-Festival; Die Kolchose fand sich 2012 anlässlich des HipHop Opens zu ihrer Reunion zusammen. Mixery HipHop Open 2012 |
| 2013 | Wu-Tang Clan, Beginner, Marteria, Tyga, Left Boy, Blumentopf, Megaloh, Sam, Action Bronson, 3Plusss & Sorgenkind, Ferris MC und DJ Stylewarz | 20. Juli 2013 | 14.000 | Gelände des Cannstatter Wasens und Reitstadion, Stuttgart-Bad Cannstatt | |
| 2014 | Aer, Afrob, Angel Haze, Casper, Dajuan, Die Orsons, Dilated Peoples, Edgar Wasser, Genetikk, Haftbefehl, Hilltop Hoods, Illy, Kid Ink, Knytro, Nas, Prinz Pi, Sickless / Marz / Nasou, Zugezogen Maskulin | 5. Juli 2014 | 10.000 | Gelände des Cannstatter Wasens und Reitstadion, Stuttgart-Bad Cannstatt | |
| 2015 | Marsimoto, A$AP Rocky, ASD, Kollegah, Joey Bada$$, Eko Fresh, The Underachievers, SSIO, Weekend, Karate Andi, Antilopen Gang, WSP, Megaloh, Remi, Chefket, Skepta, Dat Adam, Marvin Baker, Die Orsons, Massive Töne | 18. Juli 2015 | 13.000 | Gelände des Cannstatter Wasens und Reitstadion, Stuttgart-Bad Cannstatt | Das vorläufig letzte HipHop Open Festival fand unter dem Motto „Der große Abschied“ statt. |
| 2023 | K.I.Z, Trettmann, G-Eazy, JID, Sido, Haftbefehl, 102 Boyz, Aitch, Alewya, Badchieff, Badmómzjay, Céline, Domiziana, Juju, Haiyti, Layla, Liz, Megaloh, Pashanim, Sampagne, Schmyt, Ski Aggu, Yung Hurn, Kool Savas | 28.–30. Juli 2023 | 25.000 | Cannstatter Wasen, Reitstadion, Hanns-Martin-Schleyer-Halle | |

Quelle für Lineups: bzw 